# Poole
Pour les articles homonymes, voir Poole (homonymie).
Poole est une ville côtière, portuaire et une destination touristique dans le comté traditionnel du Dorset au Royaume-Uni, dans le sud de l'Angleterre. La ville compte une population de 138 299 habitants (2001). Elle est située à côté d'un large port naturel, sur les rives de la Manche, et appartient à la communauté urbaine de Bournemouth, ville côtière légèrement plus importante, mais beaucoup plus récente.
Poole est située dans un domaine populaire de la côte, comprenant la station balnéaire de Bournemouth à l'Est, Studland au Sud et la Jurassic Coast au sud-ouest.  La ville a grossi rapidement, et Sandbanks, un petit banc de sable situé en travers de l'entrée du port, est très populaire. Le prix de vente du m² en fait le quatrième endroit le plus cher au monde. On trouve des demeures inédites à la fois sur Sandbanks et dans la zone côtière entre le port et l'avenue de Poole, située à la frontière est de la ville.
La ville est jumelée avec le port de Cherbourg-en-Cotentin (France).

## Port

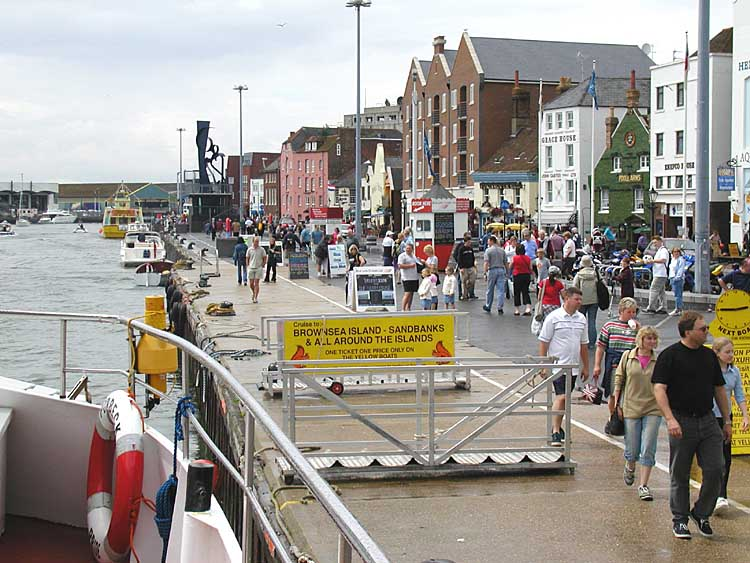
Les quais de Poole.

Le port de Poole - le deuxième port naturel du monde par la taille après Sydney, dit-on - a été un port actif durant de nombreux siècles, avant de décliner à cause de sa hauteur d'eau insuffisante pour recevoir les plus gros navires. Le port est reconnu pour son écologie, abritant des milieux variés et des réserves naturelles, qui ont participé à la naissance du mouvement scout. Aujourd'hui, l'activité du port est concentrée autour des chantiers navals pour yacht de luxe et autour des ferries (Brittany Ferries, Condor ferries et Truckline) et du trafic transmanche à destination de la France.
Les quais et le port de Poole sont les lieux historiques d'où partirent les bateaux et les vaisseaux qui ont participé au débarquement allié, lors de la Seconde Guerre mondiale, en juin 1944.

## Histoire
Poole a été créée il y a plus de 2 000 ans. Les tribus locales, les Celtes Durotriges vivaient dans le Dorset pendant l'âge du fer, particulièrement aux environs de Wareham, à huit kilomètres à l'Ouest. Parmi les découvertes archéologiques faites dans le port lui-même, on trouve le Poole Longboat, un bateau de 10 mètres construit à partir d'un chêne unique et daté de -295 av. J.-C. À cette période, le niveau de la mer était probablement moins élevé. De fait, les habitations de l'époque doivent se trouver sous l'eau, à présent. Durant les derniers siècles avant l'invasion des Romains, les Celtes ont migré des hauts plateaux, comme Maiden Castle ou Badbury Rings, vers  les terres crayeuses du Nord et les plaines inférieures. Les Durotriges ont probablement commercé avec des peuples vivant au-delà de la mer de la Manche, comme les Vénètes, une tribu de navigateurs de Bretagne.
Pendant l'invasion romaine du Royaume-Uni au Ier siècle, Poole était l'un des nombreux sites abrités  de la côté sud où les Romains ont débarqué. Ils ont fondé Hamworthy, un territoire juste à l'ouest de l'actuel centre-ville et ont continué à utiliser le port pendant l'occupation.
Poole était un petit village de pêcheurs au moment de la conquête de l'Angleterre par Guillaume Le Conquérant, mais il grossit rapidement en un port important exportant de la laine. Ensuite, la ville a établi des relais commerciaux depuis la mer Baltique jusqu'en Espagne. En 1377, pendant la guerre de Cent Ans, la ville est ravagée par un débarquement français mené par les troupes de Jean de Vienne.
Au XVIIe siècle, le commerce et les voyages transatlantiques se développent et au début du XVIIIe siècle, Poole devance Bristol. La ville va croître rapidement pendant la révolution industrielle.
Au tournant du XIXe siècle, neuf travailleurs sur dix vivant à Poole avaient une profession en lien avec l'activité portuaire. Mais le siècle s'écoulant, les navires devinrent plus gros et surtout leur tirant d'eau ne leur permit plus d'entrer dans le port. Poole perdit de sa superbe et de l'activité au profit de ports en eaux profondes comme Liverpool, Southampton et Plymouth.
Durant le XIXe siècle, les plages, les paysages du sud-ouest de l'Hampshire et l'île de Purbeck dans le district du Dorset commencèrent à attirer bon nombre de touristes. Le village de Bournemouth, à huit kilomètres à l'est de Poole, vit sa population s'accroître et devint une véritable ville. l'urbanisation galopante fit bientôt de Poole et de Bournemouth une seule et même communauté, même si Poole resta la partie la plus industrielle.
Le centre-ville compte de nombreuses vieilles bâtisses érigées en leur temps par de riches marchands, telles la market house datant de 1761 et la maison de sir Peter Thompson datant de 1746 et dessinée par John Bastard. Les constructions des XVIIIe et XXe siècles cachent les propriétés plus anciennes, comme le marché médiéval, la Scaplen's House et les hospices de la période Tudor. Cependant, la ville a souffert à la fois des bombardements de la Seconde Guerre mondiale et de la planification orchestrée dans l'Angleterre d'après-guerre, et Poole a perdu beaucoup de vieux bâtiments. Récemment, des restaurations ont eu lieu, notamment avec la démolition de la centrale électrique de Hamworthy, de vieux entrepôts et d'immeubles des années 1960.
Le 1er avril 1997, la ville a été reconnue comme une unité administrative indépendante du comté du Dorset.

## Culture et divertissements
Le port de Poole est une place connue pour les sports aquatiques de par sa configuration naturelle. C'est également l'un des plus importants centres pour la voile au Royaume-Uni avec un très grand nombre de clubs.
Poole est aussi remarquée pour son équipe de motards, les Pirates.
Poole possède une variété de lieux de divertissement, comme le centre d'arts The Lighthouse, le centre-ville même de Poole et les nombreux clubs, bars et restaurants de Bournemouth.

## Lieux de curiosité
- Brownsea Island
- Compton Acres Gardens
- Poole Pottery.

## Personnalités liées à la ville
- Thomas Bell (1792-1880), zoologiste, y est né ;
- Mary Butts (1890-1937), écrivaine, y est née ;
- John le Carré (1931-2020), romancier, y est né ;
- Natalie Clein (1977-), violoncelliste , y est née ;
- Melissa Courtney-Bryant (1993-), athlète, spécialiste des courses de fond, y est née ;
- Katharina Dalton (1916-2004), médecin, pionnière dans la recherche du syndrome prémenstruel, y est née ;
- Susannah Fielding (1985-), actrice, y est née ;
- Charlotte Guest (1812-1895), traductrice et femme d’affaires, y est née ;
- Sarah-Jane Hutt (1964-), ancienne reine de beauté britannique, qui fut élue Miss Monde 1983, y est née ;
- Lucy Kemp-Welch (1869-1958), artiste spécialisée dans la peinture de chevaux au travail, y est née ;
- Greg Lake (1947-2016), guitariste, bassiste, chanteur, auteur-compositeur-interprète et producteur de disques, y est né ;
- Laura Marine (?-), actrice belgo-anglaise, y est née ;
- Ann Sidney (1944-), actrice britannique, qui fut élue Miss Monde 1964, y est née ;
- Edgar Wright (1974-), réalisateur, scénariste et producteur, y est né.
- Sam Sunderland (1989-), pilote de Rallye-raid, et d'enduro